# Issei Tone
Issei Tone (戸根 一誓 Tone Issei?), född 22 maj 1996 i Osaka prefektur, är en japansk fotbollsspelare.
Tone började sin karriär 2019 i Kataller Toyama.